# Дочек (филм)
„Дочек” (словен. Sprejem) је југословенски и словеначки ТВ филм из 1985. године. Режирао га је Антон Томашић а сценарио је написала Вида Зеи.

## Улоге
| Глумац           | Улога |
| ---------------- | ----- |
| Саша Павчек      | Звона |
| Иво Бан          |       |
| Борис Каваца     |       |
| Марјета Грегорац |       |
| Дамјана Лутар    |       |
| Игор Самобор     |       |
| Маја Север       |       |
| Даре Валич       |       |
| Милена Зупанчић  |       |